# Giorgio Giudici
Giorgio Giudici (Lugano, 29 maggio 1945) è un architetto e politico svizzero.

## Biografia
Originario di Giornico, nasce a Lugano nel 1945, ottenuta la maturità al liceo di Lugano, effettua i suoi studi al Politecnico federale di Zurigo, dove si laurea in architettura nel 1971.
La sua carriera politica inizia quando alcuni amici lo inseriscono a sua completa insaputa nella lista per il Consiglio comunale di Lugano nelle elezioni del 1972. Nel 1978 diventa municipale della Città di Lugano e nel 1980 viene eletto vicesindaco.
Dal 1984 al 2013, quando ha perso le elezioni contro Marco Borradori, è stato sindaco di Lugano, il comune più popoloso del Canton Ticino, come esponente del Partito Liberale Radicale.
Massone dal 1977, è membro della Loggia massonica luganese Il Dovere, appartenente alla Gran Loggia Svizzera Alpina